# TOMORROW〜柏原芳恵 BEST SELECTION
『TOMORROW〜柏原芳恵 BEST SELECTION』（トゥモロウ かしわばらよしえ ベスト・セレクション）は、1989年7月5日に発売された柏原芳恵のベスト・アルバム。

## 概要
東芝EMI移籍後に発売された28枚目のシングル「A・r・i・e・s」から、32枚目のシングル「化石の森」までの5枚のシングルA・B面曲に、フィリップス・レコード所属時の代表曲「ハロー・グッバイ」と「春なのに」を加えた12曲を収録したベスト・アルバム。
曲順はシングルの発売順になっておらず、順不同に構成されている。

## 収録曲
1. 黄昏のダイアリー
作詞：荒木とよひさ　作曲：堀内孝雄　編曲：萩田光雄
  - 30枚目のシングルA面曲。
2. ハロー・グッバイ
作詞：喜多條忠　作曲：小泉まさみ　編曲：竜崎孝路
  - 7枚目のシングルA面曲。
3. A・r・i・e・s
作詞：阿久悠　作曲：林哲司　編曲：船山基紀
  - 28枚目のシングルA面曲。
4. 4月の手紙
作詞：三浦徳子　作曲：松田良　編曲：戸塚修
  - 32枚目のシングル「化石の森」のB面曲。
5. 春なのに
作詞・作曲：中島みゆき　編曲：J.サレッス
  - 12枚目のシングルA面曲。
6. 青春譜
作詞：荒木とよひさ　作曲：堀内孝雄　編曲：萩田光雄
  - 30枚目のシングル「黄昏のダイアリー」のB面曲。
7. 化石の森
作詞：荒木とよひさ　作曲：筒美京平　編曲：武部聡志
  - 32枚目のシングルA面曲。
8. 他人
作詞：阿久悠　作曲：三木たかし　編曲：若草恵
  - 29枚目のシングル「冬の孔雀」のB面曲。
9. 冬の孔雀
作詞：阿久悠　作曲：三木たかし　編曲：若草恵
  - 29枚目のシングルA面曲。
10. 私のすべて
作詞：阿久悠　作曲：林哲司　編曲：船山基紀
  - 28枚目のシングル「A・r・i・e・s」のB面曲。
11. ゆめいろクラブ
作詞：中山大三郎　作曲：浜口庫之助　編曲：鷺巣詩郎
  - 31枚目のシングル「愛しただけよ」のB面曲。
12. 愛しただけよ
作詞・作曲：浜口庫之助　編曲：竜崎孝路
  - 31枚目のシングルA面曲。